# Conservação do momento linear
Em um sistema fechado o momento linear total é constante. Este fato, conhecido como conservação do momento linear ou conservação da quantidade de movimento, é implicado pelas leis de Newton.

## Descrição
Suponha, por exemplo, que duas partículas interajam. Pela terceira lei de Newton, as forças entre elas são iguais e opostas. Se as partículas são nomeadas 1 e 2, a segunda lei garante que F1 = dp1/dt e F2 = dp2/dt, sendo p o momento linear, então:
{\displaystyle {\frac {dp_{1}}{dt}}=-{\frac {dp_{2}}{dt}},}
ou:
{\displaystyle {\frac {d}{dt}}\left(p_{1}+p_{2}\right)=0.}
Se as velocidades das partículas são u1 e u2 antes da interação e depois são v1 e v2, então:
{\displaystyle m_{1}u_{1}+m_{2}u_{2}=m_{1}v_{1}+m_{2}v_{2}.}
Esta lei se aplica independentemente de quão complicadas são as forças entre as partículas. Similarmente, se há várias partículas, o momento trocado entre cada par de partículas possui soma zero, então a mudança total no momento é zero. Isso pode ser generalizado para situações onde as leis de Newton não se aplicam, por exemplo, na teoria da relatividade e na eletrodinâmica.

## Aplicação em colisões
Por si só, a conservação da quantidade de movimento não é suficiente para determinar o movimento das partículas após uma colisão. Outra propriedade do movimento, a energia cinética, deve ser conhecida. A energia cinética não é necessariamente conservada, no entanto, se for, a colisão é chamada de colisão elástica, caso a energia não seja conservada, ela é chamada de colisão inelástica.

### Colisões elásticas

Colisão elástica de massas iguais

Colisão elástica de massas diferentes

Uma colisão elástica é uma colisão na qual não há perda de energia cinética. "Colisões" perfeitamente elásticas podem ocorrer quando os objetos não tocam uns aos outros, por exemplo no nível atômico ou nuclear onde a repulsão elétrica impede as partículas de se tocarem. A gravidade assistida de um satélite ao redor de um planeta também pode ser vista como uma colisão perfeitamente elástica por uma distância. Uma colisão entre duas bolas de bilhar é um bom exemplo de uma colisão quase perfeitamente elástica, devido à sua alta rigidez; mas quando dois corpos entram em contato, sempre há alguma dissipação.
Uma colisão frontal elástica entre dois corpos pode ser representada por velocidades em uma dimensão, através de uma linha atravessando os corpos. Se as velocidades são u1 e u2 antes da colisão e v1 e v2 depois da colisão, as equações expressando a conservação do momento e da energia cinética são:
{\displaystyle {\begin{aligned}m_{1}u_{1}+m_{2}u_{2}&=m_{1}v_{1}+m_{2}v_{2}\\{\tfrac {1}{2}}m_{1}u_{1}^{2}+{\tfrac {1}{2}}m_{2}u_{2}^{2}&={\tfrac {1}{2}}m_{1}v_{1}^{2}+{\tfrac {1}{2}}m_{2}v_{2}^{2}\,.\end{aligned}}}
Uma mudança de referencial pode simplificar a análise da colisão. Por exemplo, suponha que existem dois corpos com massa igual a m, um parado e o outro se aproximando com velocidade v (como na primeira figura). O centro de massa está se movendo com velocidade v/2 e ambos os corpos estão se movendo em direção a ele com velocidade v/2. Por causa da simetria, após a colisão ambos devem estar se afastando do centro de massa com a mesma velocidade. Somando a velocidade do centro de massa em ambos, encontramos que o corpo que estava se movendo está agora parado e o outro está se afastando com velocidade v. Os corpos trocaram suas velocidades. Independentemente das velocidades dos corpos, uma mudança no referencial do centro de massa do sistema nos leva às mesmas conclusões. Portanto, as velocidades são dadas por:
{\displaystyle {\begin{aligned}v_{1}&=u_{2}\\v_{2}&=u_{1}\,.\end{aligned}}}
No geral, quando as velocidades iniciais são conhecidas, as velocidades finais são dadas por:
{\displaystyle v_{1}=\left({\frac {m_{1}-m_{2}}{m_{1}+m_{2}}}\right)u_{1}+\left({\frac {2m_{2}}{m_{1}+m_{2}}}\right)u_{2}\,}
{\displaystyle v_{2}=\left({\frac {m_{2}-m_{1}}{m_{1}+m_{2}}}\right)u_{2}+\left({\frac {2m_{1}}{m_{1}+m_{2}}}\right)u_{1}\,.}
Se um corpo possui possui maior massa que outro, sua velocidade será pouco afetada por uma colisão enquanto o outro corpo sentirá uma grande mudança.

### Colisões inelásticas

Colisão perfeitamente inelástica entre massas iguais

Em uma colisão inelástica, parte da energia cinética dos corpos colidindo é convertida em outras formas de energia tais como calor ou energia sonora. Exemplos incluem acidentes rodoviários, em quais o efeito da perda de energia cinética pode ser visto no dano aos veículos; elétrons perdendo parte da sua energia para átomos; e aceleradores de partículas nos quais a energia cinética é convertida em massa na forma de novas partículas.
Em uma colisão perfeitamente inelástica, ambos os corpos possuem o mesmo movimento depois. Se um corpo estiver parado no começo, a equação para a conservação do momento é:
{\displaystyle m_{1}u_{1}=\left(m_{1}+m_{2}\right)v\,,}
então:
{\displaystyle v={\frac {m_{1}}{m_{1}+m_{2}}}u_{1}\,.}
Uma medida da inelasticidade da colisão é o coeficiente de restituição CR, definido como a razão da velocidade relativa de separação pela velocidade relativa de aproximação. Então, o coeficiente para a colisão de dois objetos, é definido como:
{\displaystyle Cr={\frac {v'_{b}-v'_{a}}{v_{a}-v_{b}}}}
onde
{\displaystyle v'_{a}} é a velocidade escalar final do primeiro objeto após o impacto
{\displaystyle v'_{b}} é a velocidade escalar final do segundo objeto após o impacto
{\displaystyle v_{a}} é a velocidade escalar inicial do primeiro objeto antes do impacto
{\displaystyle v_{b}} é a velocidade escalar inicial do segundo objeto antes do impacto
As equações do momento e energia também se aplicam ao movimento dos objetos que começam juntos e então se separam. Por exemplo, uma explosão é o resultado de uma reação em cadeia que transforma a energia potencial armazenada na forma química, mecânica ou nuclear em energia cinética, energia acústica e radiação eletromagnética. Foguetes também fazem uso da conservação do momento, o propulsor é empurrado para fora, ganhando momento, e um igual o oposto momento é transmitido ao foguete.